# 長岡亮介 (数学者)
長岡 亮介（ながおか りょうすけ、1947年 - ）は、日本の数学者、数学教育者。

## 人物
専門は数学史、数学教育。元明治大学特任教授。元予備校講師。「意欲ある若手数学教育者支援組織 TECUM」主催者。
長野県長野市で出生し、神奈川県横浜市で育つ。聖光学院中学校・高等学校卒業。オフコースの小田和正、鈴木康博らと同期。東京大学理科一類入学、東京大学理学部数学科卒業。東京大学大学院理学系研究科科学史科学基礎編専門課程単位取得退学。津田塾大学学芸学部数学科講師/助教授、大東文化大学法学部教授、放送大学教養学部教授を歴任。放送大学を2008年3月に退職。上智大学理工学部非常勤講師、2009年から明治大学理工学部数学科特任教授、2017年明治大学退職。現在は「意欲ある若手数学教育者支援組織 TECUM」主催者。
元駿台予備学校数学科講師。駿台予備校時代はカリスマ講師として君臨した。東進ハイスクール数学科講師の長岡恭史は弟。受験数学の参考書、数学教科書、数学の歴史に関する書籍を多数執筆している。教科書レベルから大学受験を超える程度の著書まで幅広く出版している。
専門は、近現代数学史、数理思想史、情報科学論。
趣味は、オートバイ、スキー、テニスから音楽、囲碁、茶道(表千家)、日本酒、麻雀、数学教育。

## 主な著作・共著・編集
- 『総合的研究 数学III (高校総合的研究)』（旺文社、2014年）ISBN 978-4010377031
- 『総合的研究 数学II+B (高校総合的研究)』（旺文社、2013年）ISBN 978-4010377024
- 『総合的研究 数学I+A (高校総合的研究)』（旺文社、2012年）ISBN 978-4010377017
- 『初歩からの数学』（共著）（放送大学教育振興会、2008年）ISBN 9784595308628
- 『数学再入門 DVD-ROM付』（放送大学教育振興会、2007年) ISBN  9784595307485
- 『情報システム科学』（共著）（放送大学教育振興会、2006年）ISBN 9784595126079
- 『数学とコンピューター』（共著）（放送大学教育振興会、2006年）ISBN 9784595306556
- 『大学への数学スペシャル東大・東工大-ハイレベル指向・最重要問題103題』（研文書院、2006年）ISBN 9784768010716
- 『本質の解法数学I・A』（共著）（旺文社、2003年）ISBN 9784010332146
- 『本質の解法数学II・B』（共著）（旺文社、2004年）ISBN 9784010332153
- 『本質の解法数学III・C』（共著）（旺文社、2005年）ISBN 9784010332160
- 『本質の演習数学I・A』（旺文社、2003年）ISBN 9784010332177
- 『本質の演習数学II・B』（旺文社、2004年）ISBN 9784010332184
- 『本質の演習数学III・C』（旺文社、2005年）ISBN 9784010332191
- 『本質の研究数学I・A』（旺文社、2004年）ISBN 9784010332115
- 『本質の研究数学II・B』（旺文社、2005年）ISBN 9784010332122
- 『本質の研究数学III・C』（旺文社、2005年）ISBN 9784010332139
- 『東大の数学入試問題を楽しむ: 数学のクラシック鑑賞』 (日本評論社 2013年) ISBN 9784535785809
- 『数学再入門:心に染みこむ数学の考え方』 放送大学教材のリメーク　DVD無(日本評論社 2014年) ISBN 9784535785854
- 『数学の森―大学必須数学の鳥瞰図』岡本和夫との共著（東京図書 2015） ISBN 9784489022203
- 『【音声DVD-ROM付】長岡の教科書 数学II+B 全解説』（旺文社、2015年）ISBN 978-4010377062
- 『【音声DVD-ROM付】長岡の教科書 数学I+A 全解説 』(旺文社、2015年) ISBN 978-4010377055
- 『数学の二つの心』 (日本評論社 2017年) ISBN 9784535785946
- 『【音声DVD-ROM付】長岡の教科書 数学III 全解説 (長岡の教科書 全解説) 』(旺文社、2017年) ISBN 978-4010377079
- 『総合的研究 論理学で学ぶ数学――思考ツールとしてのロジック』(旺文社、2017年) ISBN 978-4010377048
- 『YouTubeで学べる長岡先生の集中講義+問題集 数学III』(旺文社、2018年) ISBN 978-4010377109
- 『YouTubeで学べる長岡先生の集中講義+問題集 数学I+A+II+B 上巻』(旺文社、2018年) ISBN 978-4010377109
- 『YouTubeで学べる長岡先生の集中講義+問題集 数学I+A+II+B 下巻』(旺文社、2018年) ISBN 978-4010377093
- 『リーマン論文集』足立恒雄・杉浦光夫との編訳、朝倉書店〈数学史叢書〉、2004年。ISBN 4-254-11460-5。